# Sergestes pestafer
Sergestes pestafer är en kräftdjursart som beskrevs av Martin D. Burkenroad 1937. Sergestes pestafer ingår i släktet Sergestes och familjen Sergestidae. Inga underarter finns listade i Catalogue of Life.